# Cantón de Dole-Noreste
El cantón de Dole-Noreste era una división administrativa francesa, que estaba situada en el departamento de Jura y la región de Franco Condado.

## Composición
El cantón estaba formado por seis comunas más una fracción de la comuna que le daba su nombre:
- Biarne
- Champvans
- Dole (fracción)
- Foucherans
- Monnières
- Sampans
- Villette-lès-Dole

## Supresión del cantón de Dole-Noreste
En aplicación del Decreto nº 2014-165 de 17 de febrero de 2014, el cantón de Dole-Noreste fue suprimido el 22 de marzo de 2015 y sus 7 comunas pasaron a formar parte; cuatro del nuevo cantón de Dole-1, una del nuevo cantón de Authume, una del nuevo cantón de Dole-2 y la fracción de la comuna que le daba su nombre se unió con la otra para que, por medio de una reestructuración cantonal, fueran creados los nuevos cantones de Dole-1 y Dole-2.